# Miyako odori

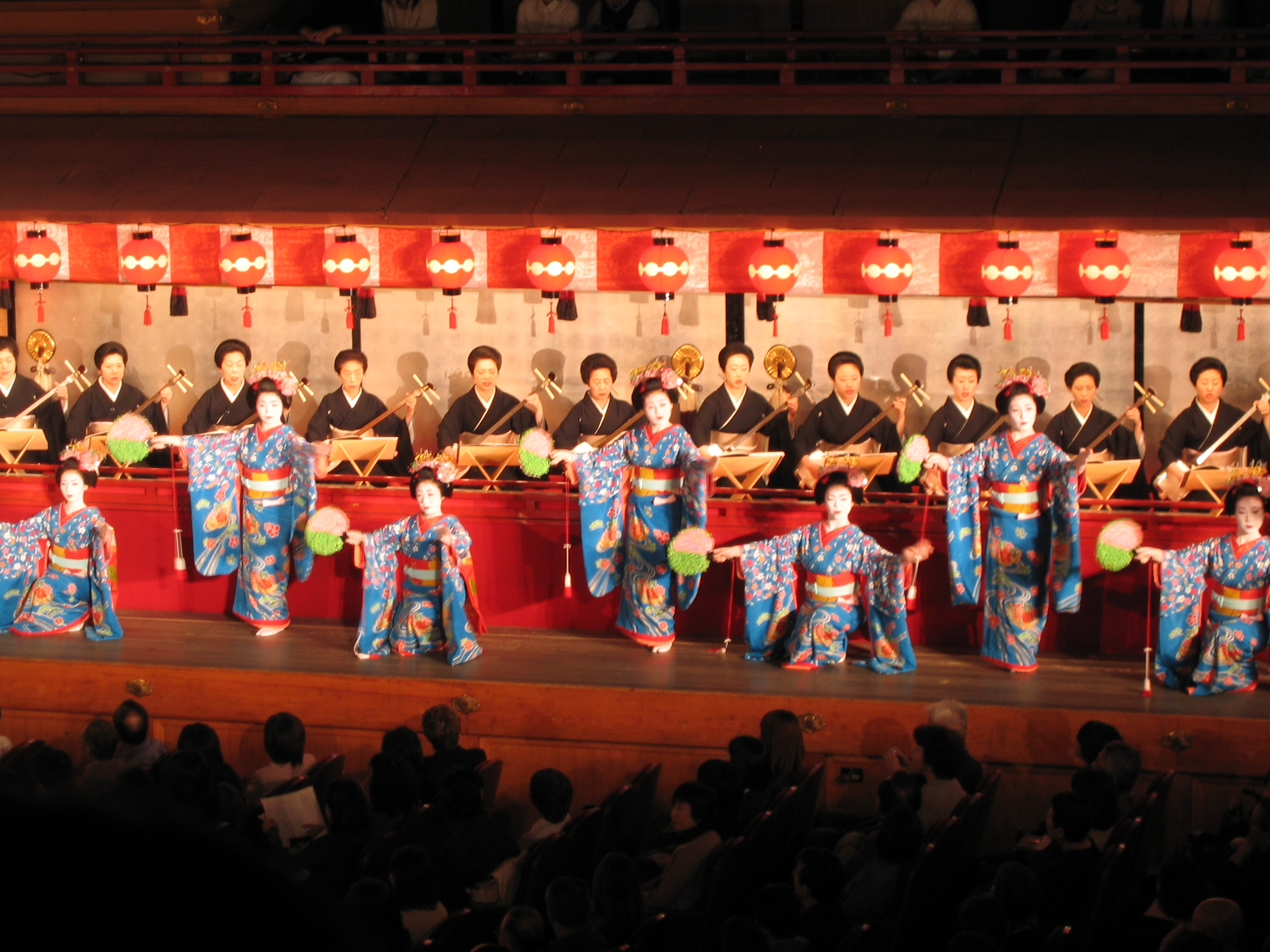
Miyako odori.

Le Miyako odori (都をどり) est l'un des quatre grands spectacles de printemps dans les cinq quartiers de geishas (hanamachi) de Kyōto, au Japon, depuis 1872. Les danses, chants et productions théâtrales présentés dans ce cadre sont interprétés par les maiko et geiko (geishas) du quartier de Gion. Les motifs s'inspirent de la culture japonaise classique. Ils intègrent la vie quotidienne et des éléments folkloriques, provenant par exemple du Dit du Genji .
Le Miyako odori se déroule quatre fois par jour du 1er au 30 avril au théâtre Gion kōbu kaburen-jo près du sanctuaire Yasaka.  Après le déménagement de la cour à Tokyo en 1869, ce festival représente une renaissance culturelle de Kyoto. Le Miyako odori appartient également à la vie culturelle de Kyoto et attire de nombreux visiteurs.
Une danse du Miyako odori implique jusqu'à 32 maiko et geiko et 20 musiciens dans des costumes identiques, se produisant souvent à l'unisson.